# Loïc Nottet
Loïc Nottet (ur. 10 kwietnia 1996 w Courcelles) – belgijski piosenkarz i tancerz.
Finalista trzeciej edycji programu The Voice Belgique (2014). Zdobywca czwartego miejsca w 60. Konkursie Piosenki Eurowizji (2015).

## Kariera muzyczna
W 2013 wziął udział w trzecim sezonie programu La Une The Voice Belgique. Podczas tzw. „przesłuchań w ciemno” wykonał utwór Rihanny „Diamonds” i przeszedł dalej, trafiając do drużyny Beverly Jo Scott. Dzięki wygraniu „pojedynku” zakwalifikował się do odcinków transmitowanych na żywo. Dotarł do finału, w którym zajął drugie miejsce, przegrywając z Laurentem Pagną.
Na początku listopada 2014 został ogłoszony przez belgijskiego nadawcę publicznego RTBF reprezentantem Belgii w 60. Konkursie Piosenki Eurowizji w Wiedniu. 10 marca 2015 zaprezentował konkursowy utwór „Rhythm Inside”, napisany we współpracy m.in. z Beverlo Jo Scott. 19 maja wystąpił w pierwszym półfinale konkursu i zakwalifikował się do finału, rozgrywanego 23 maja, w którym zajął czwarte miejsce ze 217 punktami na koncie.
W 2015 zaczął pracę nad materiałem na debiutancki album studyjny. Pod koniec października 2016 zaprezentował teledysk do pierwszego singla, „Million Eyes”. Album pt. Selfocracy ukazał się 31 marca 2017. Do końca roku wydał jeszcze dwa single, „Doctor” i „Go to Sleep”. W międzyczasie odebrał Europejską Nagrodę Muzyczną MTV dla najlepszego belgijskiego wykonawcy.
29 maja 2020 wydał drugi album studyjny pt. Sillygomania, który zapowiada singlami „On Fire”, „29” i „Heartbreaker”.

## Działalność pozamuzyczna
Jesienią 2015 zwyciężył w finale szóstej edycji programu rozrywkowego Danse avec les stars, w którym tańczył z Denitsą Ikonomową.

## Dyskografia
Albumy studyjne
| Rok                                                     | Dane dot. albumu                                                                                               | Najwyższe pozycje na listach | Najwyższe pozycje na listach | Najwyższe pozycje na listach | Najwyższe pozycje na listach | Certyfikat                                | Sprzedaż                      |
| Rok                                                     | Dane dot. albumu                                                                                               | BEL (Fl)                     | BEL (Wa)                     | FRA                          | SWI                          | Certyfikat                                | Sprzedaż                      |
| ------------------------------------------------------- | --- | ---------------------------- | ---------------------------- | ---------------------------- | ---------------------------- | ----------------------------------------- | ----------------------------- |
| 2017                                                    | Selfocracy - Wydany: 31 marca 2017 - Wytwórnia: Sony Music Entertainment - Format: CD, digital download, winyl | 3                            | 1                            | 6                            | 20                           | - BEL: platynowa płyta - FRA: złota płyta | - BEL: 20 000+ - FRA: 25 000+ |
| 2020                                                    | Sillygomania - Wydany: 29 maja 2020 - Wytwórnia: Sony Music Entertainment - Format: CD, digital download       | 9                            | 1                            | 31                           | 50                           |                                           |                               |
| 2023                                                    | Addictocrate - Wydany: 26 maja 2023 - Wytwórnia: Sony Music Entertainment - Format: CD, digital download       | 107                          | 1                            | 33                           | –                            |                                           |                               |
| „–” oznacza, że album nie był notowany na danej liście. | |                              |                              |                              |                              |                                           |                               |

Minialbumy
| Rok  | Dane dot. albumu                                                                                      |
| ---- | --- |
| 2019 | Candy - Wydany: 31 października 2019 - Wytwórnia: Sony Music Entertainment - Format: digital download |

Single
| Rok                                                      | Tytuł                                                   | Najwyższe pozycje na listach | Najwyższe pozycje na listach | Najwyższe pozycje na listach | Najwyższe pozycje na listach | Najwyższe pozycje na listach | Najwyższe pozycje na listach | Najwyższe pozycje na listach | Najwyższe pozycje na listach | Najwyższe pozycje na listach | Najwyższe pozycje na listach | Certyfikat                  | Sprzedaż                       | Album        |
| Rok                                                      | Tytuł                                                   | BEL (FL)                     | BEL (WA)                     | AUT                          | FRA                          | DEU                          | IRL                          | DNK                          | SWE                          | CHE                          | GBR                          | Certyfikat                  | Sprzedaż                       | Album        |
| -------------------------------------------------------- | ------------------------------------------------------- | ---------------------------- | ---------------------------- | ---------------------------- | ---------------------------- | ---------------------------- | ---------------------------- | ---------------------------- | ---------------------------- | ---------------------------- | ---------------------------- | --------------------------- | ------------------------------ | ------------ |
| 2015                                                     | „Rhythm Inside”                                         | 1                            | 1                            | 2                            | 85                           | 21                           | 83                           | 26                           | 25                           | 34                           | 69                           | - BEL: platyna              | - BEL: 20 000+                 | –            |
| 2016                                                     | „Million Eyes”                                          | 23                           | 2                            | –                            | 5                            | –                            | –                            | –                            | –                            | 43                           | –                            | - BEL: złoto - FRA: diament | - BEL: 10 000+ - FRA: 250 000+ | Selfocracy   |
| 2017                                                     | „Mud Blood”                                             | –                            | 17                           | –                            | –                            | –                            | –                            | –                            | –                            | –                            | –                            |                             |                                | Selfocracy   |
| 2017                                                     | „Doctor”                                                | –                            | –                            | –                            | –                            | –                            | –                            | –                            | –                            | –                            | –                            |                             |                                | Sillygomania |
| 2017                                                     | „Go to Sleep”                                           | –                            | –                            | –                            | –                            | –                            | –                            | –                            | –                            | –                            | –                            |                             |                                | –            |
| 2018                                                     | „On Fire”                                               | –                            | 10                           | –                            | –                            | –                            | –                            | –                            | –                            | –                            | –                            |                             |                                | Sillygomania |
| 2019                                                     | „29”                                                    | –                            | 42                           | –                            | –                            | –                            | –                            | –                            | –                            | –                            | –                            |                             |                                | Sillygomania |
| 2019                                                     | „Candy”                                                 | –                            | –                            | –                            | –                            | –                            | –                            | –                            | –                            | –                            | –                            |                             |                                | Candy        |
| 2020                                                     | „Heartbreaker”                                          | 14                           | 5                            | –                            | –                            | –                            | –                            | –                            | –                            | –                            | –                            | - BEL: złoto                | - BEL: 10 000+                 | Sillygomania |
| 2020                                                     | „Mr/Mme”                                                | –                            | –                            | –                            | –                            | –                            | –                            | –                            | –                            | –                            | –                            |                             |                                | Sillygomania |
| 2020                                                     | „TWYM”                                                  | –                            | 8                            | –                            | –                            | –                            | –                            | –                            | –                            | –                            | –                            |                             |                                | Sillygomania |
| 2020                                                     | „Strangers” (oraz Laura Tesoro, gościnnie: Alex Germys) | 13                           | 4                            | –                            | –                            | –                            | –                            | –                            | –                            | –                            | –                            | - BEL: złoto                | - BEL: 10 000+                 | –            |
| 2021                                                     | „Start It from the End” (oraz BJ Scott i Woodie Smalls) | –                            | –                            | –                            | –                            | –                            | –                            | –                            | –                            | –                            | –                            |                             |                                | –            |
| 2022                                                     | „Mélodrame”                                             | –                            | 33                           | –                            | –                            | –                            | –                            | –                            | –                            | –                            | –                            |                             |                                | Addictocrate |
| 2023                                                     | „Danser”                                                | –                            | 3                            | –                            | –                            | –                            | –                            | –                            | –                            | –                            | –                            |                             |                                | Addictocrate |
| 2023                                                     | „Addictocrate”                                          | –                            | –                            | –                            | –                            | –                            | –                            | –                            | –                            | –                            | –                            |                             |                                | Addictocrate |
| „–” oznacza, że singel nie był notowany na danej liście. |                                                         |                              |                              |                              |                              |                              |                              |                              |                              |                              |                              |                             |                                |              |

Single promocyjne
| Rok  | Tytuł        | Album        |
| ---- | ------------ | ------------ |
| 2023 | „Je t’haine” | Addictocrate |

Inne notowane utwory
| Rok  | Tytuł          | Najwyższe pozycje na listach | Najwyższe pozycje na listach | Album      |
| Rok  | Tytuł          | BEL (Fl)                     | BEL (Wa)                     | Album      |
| ---- | -------------- | ---------------------------- | ---------------------------- | ---------- |
| 2017 | „Hungry Heart” | –                            | 47                           | Selfocracy |